# Waltzing Matilda
Waltzing Matilda ist Australiens bekanntestes Volkslied und wurde oft als offizielle Nationalhymne vorgeschlagen. Der Text wurde im Jahre 1895 vom australischen Dichter Banjo Paterson geschrieben, der sich in Australien aufgrund seiner zahlreichen anderen Gedichte großer Beliebtheit erfreut. Er wurde von Christina Macpherson auf der Grundlage der Melodie des schottischen Liedes Thou Bonnie Wood of Craigielea vertont, das 1818 von James Barr komponiert wurde.

## Inhalt und Geschichte

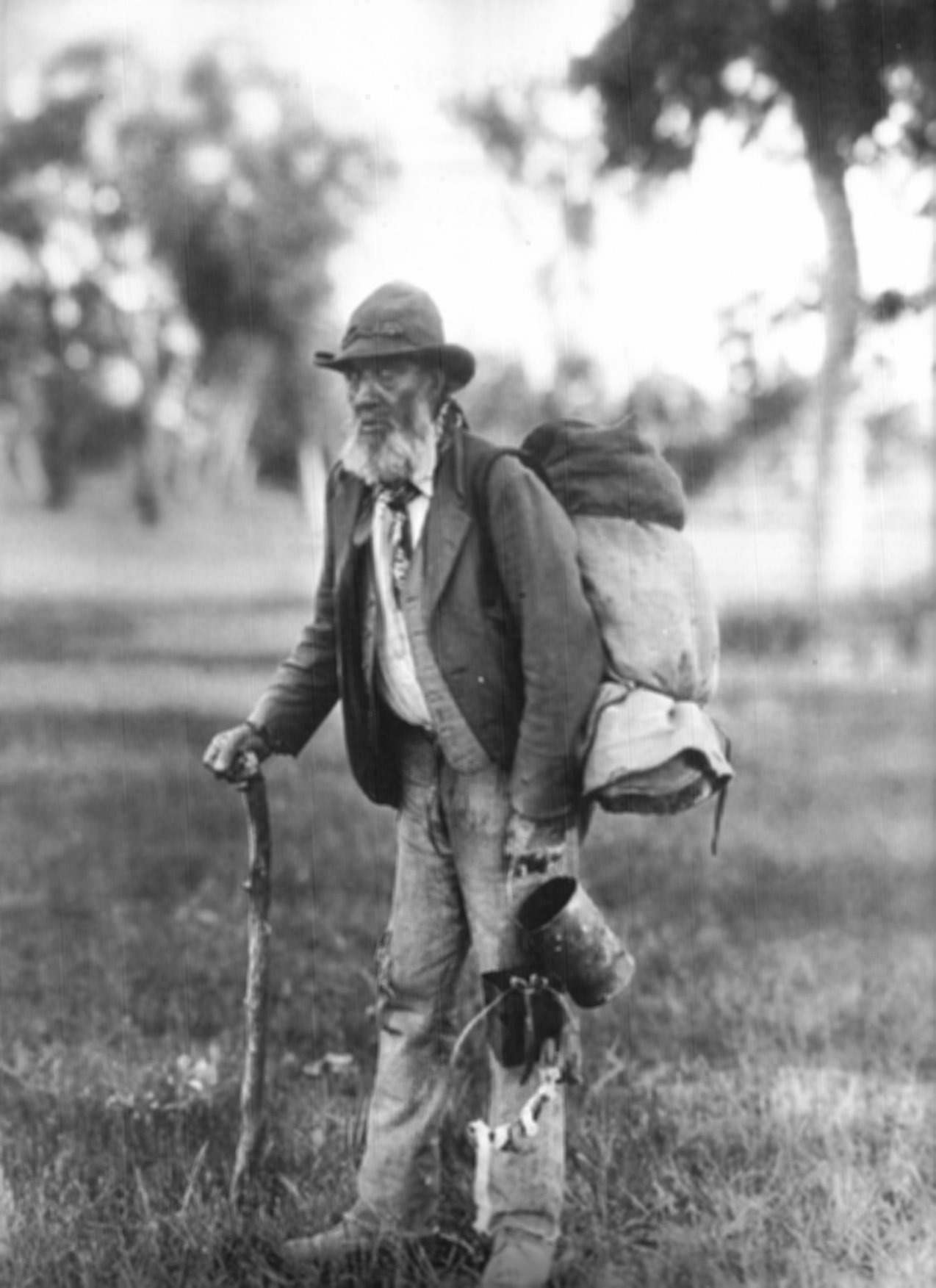
Swagman um 1901

Das Lied erzählt die Geschichte eines Swagman (Wanderarbeiter, Landstreicher), der an einem Billabong (einem Wasserloch im australischen Outback) unter einem Eukalyptusbaum (Coolibah) sein Lager aufgeschlagen hat. Er fängt einen herumstreunenden, aber nicht herrenlosen Jumbuck (widerspenstiger, schwer zu scherender Widder), um ihn zu schlachten. Als der Eigentümer des Schafbocks in Begleitung von drei Polizisten erscheint, ertränkt er sich lieber selbst, als seine Freiheit durch eine Festnahme zu verlieren.
Die Geschichte nimmt vermutlich Bezug auf einen Vorfall während des Schafscherer-Streiks im Jahre 1894. Heute ist es in Australien weitestgehend akzeptiert, dass Waltzing Matilda auf folgendes Ereignis zurückgeht: Im September 1894 kam es während des zweiten Schafscherer-Streiks, der dem Schafscherer-Streik von 1891 folgte, auf der Schafzüchterstation Dagworth im Norden von Winton zu einem Zwischenfall. Streikende Schafscherer zündeten den Schafscherer-Schuppen dieser Station an und feuerten auch mit Handfeuerwaffen und Gewehren in die Luft. Durch den Brand des Schuppens starben zahlreiche Schafe. Der Eigentümer der Schafzuchtstation und drei Polizisten lasteten die Tat Samuel Hoffmeister, genannt Frenchy, an. Dieser beging daraufhin Suizid am Combo-Wasserloch.
Waltzing Matilda hat nichts mit Walzertanzen zu tun. Vielmehr geht das Wort Waltzing auf das englische Verb „to walk“ oder „walking“ (laufen) und das deutsche Wort Walz zurück, und Matilda ist eine Bezeichnung für den Tucker bag, den im 19. Jahrhundert in Australien üblichen Umhängebeutel mit allen lebenswichtigen Utensilien der Tramps im australischen Outback. Zum anderen mag, da das Lied bereits auf einen Swagman oder Wanderarbeiter und auf die Walz Bezug nimmt, die Bedeutung, die das Rotwelsch der deutschsprachigen Wandergesellen dem Wort Matilda gibt (Landstraße, Straße, Weg einerseits und andererseits eine Personifizierung der Walz selbst), gemeint sein.
Für kurze Zeit war das Lied Waltzing Matilda neben Advance Australia Fair, komponiert von Peter McCormick, als Nationalhymne anerkannt und wurde so bei den Olympischen Spielen 1976 in Montreal verwendet. Nach einer Volksabstimmung 1977 wurde Advance Australia Fair als alleinige Nationalhymne auserkoren. Trotzdem singen viele Australier auch Waltzing Matilda nach wie vor mit großer Hingabe.
Das Stück ist auch die inoffizielle Hymne der Rugby-League-Nationalmannschaft, der Kangaroos; sowie der Rugby-Union-Nationalmannschaft, der Wallabies. In Anlehnung an den Liedtitel wird die Australische Fußballnationalmannschaft der Frauen The Matildas genannt. Bei der Abschlusszeremonie der Olympischen Spiele 2000 in Sydney wurde Waltzing Matilda von Slim Dusty vorgetragen. Kylie Minogue eröffnete ebenfalls mit Waltzing Matilda die darauf folgenden Paralympics.
In Winton, Queensland existiert ein Museum eigens für Waltzing Matilda, das Waltzing Matilda Centre.

## Andere Versionen und ähnliche Lieder
Der Komponist Ernest Gold verarbeitete Waltzing Matilda 1959 in instrumentaler Form für seine Filmmusik zu Stanley Kramers Das letzte Ufer und machte die australische Volksweise auf diese Weise international bekannt.
Der US-Sänger Tom Waits hat das Lied mit eigenen Texten und neuen Melodielinien in Tom Traubert’s Blues (Four Sheets To The Wind In Kopenhagen) kombiniert. In diesem Song aus dem Jahre 1976, der 1992 von Rod Stewart gecovert wurde, hat der Refrain Waltzing Matilda allerdings eine andere Bedeutung als im Original – es geht um die resignative Auseinandersetzung mit Alkoholabhängigkeit. Eine deutschsprachige Fassung dieser Version wurde vom österreichischen Liedermacher Wolfgang Ambros veröffentlicht.
In seinem Stück And the Band Played Waltzing Matilda thematisiert Eric Bogle die Leidensgeschichte eines Kriegsinvaliden und nimmt dabei Bezug auf das Lied. Dieses Stück wurde unter anderem von den Dubliners, den Pogues und von Joan Baez gecovert.
Der Kölner Kabarettist Jürgen Becker schuf 1995 eine kölsche Version: Funkemarieche. In dieser Fassung – zu hören auf der CD Jürgen Becker darf nicht singen – schildert ein junger Mann die Liebe zu einem Mädchen, das als Tanzmariechen in einem Karnevalsverein für ihn trotz aller Anstrengungen unerreichbar bleibt.

## Liedtext

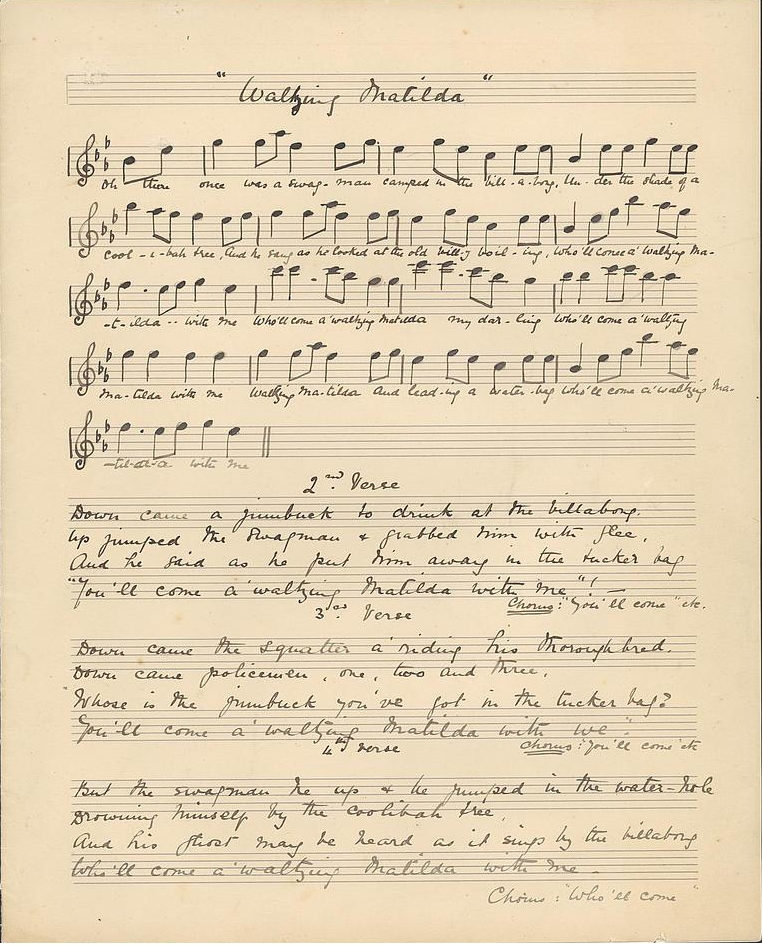
Originalnotation des Songs

Es existiert kein offizieller Liedtext zu Waltzing Matilda, und kleinere Variationen können in verschiedenen weiteren Quellen gefunden werden. Die untere Version stellt die berühmte Variation „You’ll never take me alive said he“ dar. Sie wurde von der Firma Billy Tea erstmals vorgestellt, da sich Patersons Originaltext direkt auf das drowning (Ertrinken) bezog, was die Teefirma als zu negativ empfand.
Waltzing Matilda
Once a jolly swagman camped by a billabong,

Under the shade of a coolibah tree,

And he sang as he watched and waited till his billy boiled,

You’ll come a-Waltzing Matilda with me.

Waltzing Matilda, Waltzing Matilda,

You’ll come a-Waltzing Matilda with me,

And he sang as he watched and waited till his billy boiled,

You’ll come a-Waltzing Matilda with me.

Down came a jumbuck to drink at the billabong,

Up jumped the swagman and grabbed him with glee,

And he sang as he stowed that jumbuck in his tucker bag,

You’ll come a-Waltzing Matilda with me.

Waltzing Matilda, Waltzing Matilda

You’ll come a-Waltzing Matilda with me

And he sang as he stowed that jumbuck in his tucker bag,

You’ll come a-Waltzing Matilda with me.

Up came the squatter mounted on his thoroughbred,

Up came the troopers, one, two, three,

Where’s that jolly jumbuck you’ve got in your tucker bag?

You’ll come a-Waltzing Matilda with me.

Waltzing Matilda, Waltzing Matilda,

You’ll come a-Waltzing Matilda with me

Where’s that jolly jumbuck you’ve got in your tucker bag?

You’ll come a-Waltzing Matilda with me.

Up jumped the swagman and sprang into the billabong,

You’ll never take me alive, said he,

And his ghost may be heard as you pass by that billabong,

You’ll come a-Waltzing Matilda with me.

Waltzing Matilda, Waltzing Matilda,

You’ll come a-Waltzing Matilda with me,

And his ghost may be heard as you pass by that billabong,

You’ll come a-Waltzing Matilda with me.
Einst ein alter Wanderbursch saß bei einem Wasserloch,

im Schatten eines Coolibabaums.

Und er sang, als er saß, und wartete bis der Kessel kocht,

Du kommst mal tanzen Matilda mit mir!

Tanzen Matilda, tanzen Matilda,

Du kommst mal tanzen Matilda mit mir!

 

 

Plötzlich kam ein Schäfchen, wollt’ trinken von dem Wasserloch,

Auf sprang der Wanderbursch und fasste es mit Freud,

Und er lacht, als er steckt das Schäfchen in sein Rucksack rein,

Du kommst mal tanzen Matilda mit mir!

Tanzen Matilda, tanzen Matilda,

Du kommst mal tanzen Matilda mit mir!

 

 

Nun kam ein Farmer, der ritt auf seinem großen Pferd.

Auch Polizisten – eins, zwei, drei,

Wem gehört das Schäfchen, das du da im Rucksack hast?

Du kommst mal tanzen Matilda mit mir!

Tanzen Matilda, tanzen Matilda,

Du kommst mal tanzen Matilda mit mir!

 

 

Auf sprang der Wanderbursch, warf sich in das Wasserloch,

Lebend fasst ihr mich nicht! schrie er.

Und seinen Geist hört man immer noch beim Wasserloch,

Du kommst mal tanzen Matilda mit mir!

Tanzen Matilda, tanzen Matilda,

Du kommst mal tanzen Matilda mit mir!

## Melodie
Marie Cowans Arrangement: